# 1665 Gaby
Gaby (asteróide 1665) é um asteróide da cintura principal, a 1,9125211 UA. Possui uma excentricidade de 0,2075508 e um período orbital de 1 369,46 dias (3,75 anos).
Gaby tem uma velocidade orbital média de 19,17234929 km/s e uma inclinação de 10,8324º.
Esse asteróide foi descoberto em 27 de Fevereiro de 1930 por Karl Reinmuth.